# Le Lamentin
Le Lamentin è un comune francese di 39 764 abitanti situato nel dipartimento d'oltre mare della Martinica.